# Zeuxine curvata
Zeuxine curvata är en orkidéart som beskrevs av Rudolf Schlechter. Zeuxine curvata ingår i släktet Zeuxine och familjen orkidéer. Inga underarter finns listade i Catalogue of Life.